# Михайловка (Дорогобужский район)
Михайловка — Деревня в Дорогобужском районе Смоленской области России. Входит в состав Балакиревского сельского поселения. 
Население — 21 житель (2007 год). 
Расположена в центральной части области в 18 км к юго-востоку от Дорогобужа, в 0,1 км южнее автодороги Р134 «Старая Смоленская дорога», на берегу реки Елча. В 20 км севернее от деревни находится железнодорожная станция Свищёво на линии Москва-Минск. 

## История
В годы Великой Отечественной войны деревня была оккупирована гитлеровскими войсками в октябре 1941 года, освобождена в сентябре 1943 года.